# Глод (Прахова)
Глод (рум. Glod) насеље је у Румунији у округу Прахова у општини Лапош. Oпштина се налази на надморској висини од 260 m.

## Становништво
Према подацима из 2002. године у насељу је живело 124 становника, од којих су сви румунске националности.